# 3929 Carmelmaria
3929 Carmelmaria је астероид главног астероидног појаса са средњом удаљеношћу од Сунца која износи 2,379 астрономских јединица (АЈ).
Апсолутна магнитуда астероида је 13,6.